# Xã Grant, Quận Winnebago, Iowa
Xã Grant (tiếng Anh: Grant Township) là một xã thuộc quận Winnebago, tiểu bang Iowa, Hoa Kỳ. Năm 2010, dân số của xã này là 148 người.